# Eckart Diesch
Eckart Diesch (Friedrichshafen, 1 de maio de 1954) é um velejador alemão, campeão olímpico. Ele competiu nos Jogos Olímpicos de Verão de 1976 na classe Flying Dutchman e conquistou a medalha de ouro, ao lado de Jörg Diesch.
Diesch já teve sucesso como previsor junto com seu irmão Jörg quando adolescente. Em 1968 e 1969, os dois venceram o campeonato alemão para juvenis. Em 1972 sagraram-se campeões mundiais na classe Shark 24 e mais tarde na Fireball. Os irmãos Diesch sagraram-se campeões alemães em 1975, 1976, 1977 e 1980. Ele trabalhou por muitos anos como dentista em Friedrichshafen. Por 12 anos foi presidente do Württemberg Yacht Club.